# Thomas Dienberg
Thomas Dienberg OFMCap (* 1964 in Bocholt) ist ein deutscher Theologe.

## Leben
Er trat 1983 in den Kapuzinerorden ein und wurde 1991 zum Priester geweiht. Nach dem Studium der katholischen Theologie in Münster, Nijmegen, Wien und den USA und Ausbildungen in Klientenzentrierter Gesprächsführung sowie Leiten und Begleiten von Gruppen wurde er 1996 bei Josef Weismayer in Wien promoviert. Von 1992 bis 2001 war er Junioratsleiter der Rheinisch-Westfälischen Kapuzinerprovinz, von 1992 bis 2016 Ausbildungsleiter zunächst der Rheinisch-Westfälischen Kapuzinerprovinz, dann der nach Fusion 2010 entstandenen Deutschen Kapuzinerprovinz. Seit 1998 wurden ihm bis 2013 in beiden Provinzen verschiedene Funktionen in der Provinzleitung übertragen. Seit 2002 lehrt er als Professor im Fach Theologie der Spiritualität an der Philosophisch-Theologischen Hochschule (PTH) Münster. An der Ruhr-Universität Bochum erwarb er 2006 den Master in Organizational Management. Von 2002 bis 2014 leitete er als Rektor die PTH Münster, seit 2016 ist er Direktor von IUNCTUS – Kompetenzzentrum für christliche Spiritualität dieser Hochschule. Als Gastprofessor lehrt er an der Pontificia Universitas Antonianum in Rom und an verschiedenen Universitäten weltweit. Thomas Dienberg ist Mitherausgeber der Zeitschrift Wissenschaft und Weisheit, Mitglied im Beirat des European SPES Institute und Vorstandsvorsitzender der Fachstelle Franziskanische Forschung in Münster.

## Schriften (Auswahl)
- Ihre Tränen sind wie Gebete. Das Gebet nach Auschwitz in Theologie und Literatur (= Studien zur systematischen und spirituellen Theologie. Band 20). Echter, Würzburg 1997, ISBN 3-429-01897-8 (zugleich Dissertation, Wien 1996).
- als Herausgeber: Brüder auf dem Weg. Einblicke in den Kapuziner-Alltag. Herder, Freiburg/Basel/Wien 1998, ISBN 3-451-26601-6.
- mit Paulin Link: Weggefährten. Franziskanische Grundhaltung für die Begleitung von Menschen (= Edition Coelde). Butzon und Bercker, Kevelaer 2001, ISBN 3-7666-2071-1.
- mit Paulin Link: Leben gegen den Trend. Die biblische Spiritualität des Franz von Assisi. Verl. Kath. Bibelwerk, Stuttgart 2002, ISBN 3-460-32106-7.
- Die Mitte finden. Wegbegleiter im Labyrinth des Lebens. Verl. Kath. Bibelwerk, Stuttgart 2002, ISBN 3-460-32105-9.
- Loslassen. Von der christlichen Lebenskunst. Verl. Kath. Bibelwerk, Stuttgart 2005, ISBN 3-460-32108-3.
- Einlassen. Die christliche Kunst des Betens. Verl. Kath. Bibelwerk, Stuttgart 2006, ISBN 3-460-32110-5.
- als Herausgeber mit Gregor Fasel und Michael Fischer: Spiritualität & Management (= Kirche, Management, Spiritualität. Band 1). Lit, Münster/Berlin 2007, ISBN 3-8258-0908-0.
- als Herausgeber: Die Bibel. Einheitsübersetzung der Heiligen Schrift. Psalmen und Neues Testament ökumenischer Text. Einheitsübersetzung mit Glaubenszeugnissen aus 2000 Jahren Christentum. 6. Auflage, Verl. Kath. Bibelwerk, Stuttgart 2007, ISBN 3-460-32020-6.
- als Herausgeber mit Thomas Eggensperger und Ulrich Engel: Woran glaubt Europa? Zwischen Säkularisierung und der Rückkehr des Religiösen = What does Europe believe in?. Aschendorff, Münster 2010, ISBN 978-3-402-12867-1.
- als Herausgeber mit Thomas Eggensperger und Ulrich Engel: Säkulare Frömmigkeit. Theologische Beiträge zu Säkularisierung und Individualisierung. Aschendorff, Münster 2013, ISBN 3-402-13019-X.
- als Herausgeber mit Thomas Eggensperger und Ulrich Engel: Himmelwärts und weltgewandt. Kirche und Orden in (post-)säkularer Gesellschaft = Heavenward and worldly. Aschendorff, Münster 2014, ISBN 3-402-13020-3.
- Wahrnehmen. Auf der Suche nach den spirituellen Orten in der modernen Welt (= Edition Speersort). Tempus Corporate, Hamburg 2015, ISBN 3-945627-04-4.
- Um des Menschen willen. Wirtschaften geht auch anders (= Camino). kbw Bibelwerk, Stuttgart 2016, ISBN 3-460-50038-7.
- mit Paulin Link: Herzhaft glauben. Jesus und Franziskus heute. kbw Bibelwerk, Stuttgart 2016, ISBN 3-460-32128-8.
- als Herausgeber mit Thomas Eggensperger und Ulrich Engel: Auf der Suche nach einem neuen Wir. Theologische Beiträge zu Gemeinschaft und Individualisierung. Aschendorff, Münster 2016, ISBN 3-402-13021-1.
- Leiten. Von der Kunst des Dienens (= Franziskanische Akzente. Band 9). Echter, Würzburg 2016, ISBN 3-429-03935-5.
- als Herausgeber mit Thomas Eggensperger, Bernhard Kohl und Ulrich Engel: ... am Ende ganz allein?. Gemeinschaftsbildung in post-traditionalen Zeiten = ... eventually all alone?. Aschendorff, Münster 2017, ISBN 3-402-13261-3.
- Unerschrocken. Mit dem Glauben durch angstvolle Zeiten. Camino, Stuttgart 2017, ISBN 3-96157-003-5.